# Margot Burmeister
Margot Burmeister (geboren 24. Januar 1957) ist eine deutsche Juristin, ehemalige Richterin und ehemalige Gerichtspräsidentin.

## Karriere
Nach einem Studium der Rechtswissenschaften begann Margot Burmeister 1991 die juristische Laufbahn als Richterin am Amtsgericht Neunkirchen, wo sie neun Jahre wirkte. Ihre nächste Station war 2000 das Landgericht Saarbrücken (Wirtschaftsstrafkammer und Schwurgericht).
2003 wurde sie zur Richterin ans Saarländische Oberlandesgericht berufen, unter anderem war sie im Strafsenat tätig. Bundesweite Aufmerksamkeit und Protest rief ein Urteil des OLG hervor, das den Schmerzensgeldanspruch einer vergewaltigten und schwerverletzten Frau reduzierte, weil sich die Klägerin in eine „erkennbar verfängliche Situation“ begeben habe. Margot Burmeister nahm als Pressesprecherin des OLG Stellung zum revidierten Urteil: „Bei der Bemessung des Schmerzensgeldes spielt eine Rolle, ob ohne das Zutun des Opfers eine Situation entstanden ist, in der es zu sexuellen Übergriffen kommen konnte – oder ob das Opfer zu dieser Situation beigetragen hat.“
Vom 1. Juli 2011 bis 1. April 2013 war Burmeister Präsidentin des Amtsgerichts Saarbrücken.
2013 übernahm Burmeister das Amt der Generalstaatsanwältin. Sie löste in diesem Amt Ralf-Dieter Sahm ab, der am 31. Mai 2013 in den Ruhestand ging. Internationale Schlagzeilen machte zum Ende ihrer Amtszeit Anfang 2017 die Festnahme eines syrischen Asylbewerbers, der Material für einen Sprengstoffanschlag zusammengestellt und bei der islamistischen Terrororganisation IS um Finanzierung nachgesucht hatte.
Margot Burmeister war von 2017 bis zu ihrem Ruhestand 2022 Präsidentin des Saarländischen Oberlandesgerichts. Damit war sie Vorgesetzte aller Zivil-, Straf- und Familienrichter an den Amtsgerichten, dem Landgericht und dem OLG im Saarland.

## Publikationen (Auswahl)
- Margot Burmeister: Die Patientenfürsprecher. In: 100 Jahre Bezirkskrankenhaus Lohr am Main. Bezirk Unterfranken, Würzburg 2012, S. 73 (d-nb.info).